# Karol Józef Erdmann Henckel von Donnersmarck

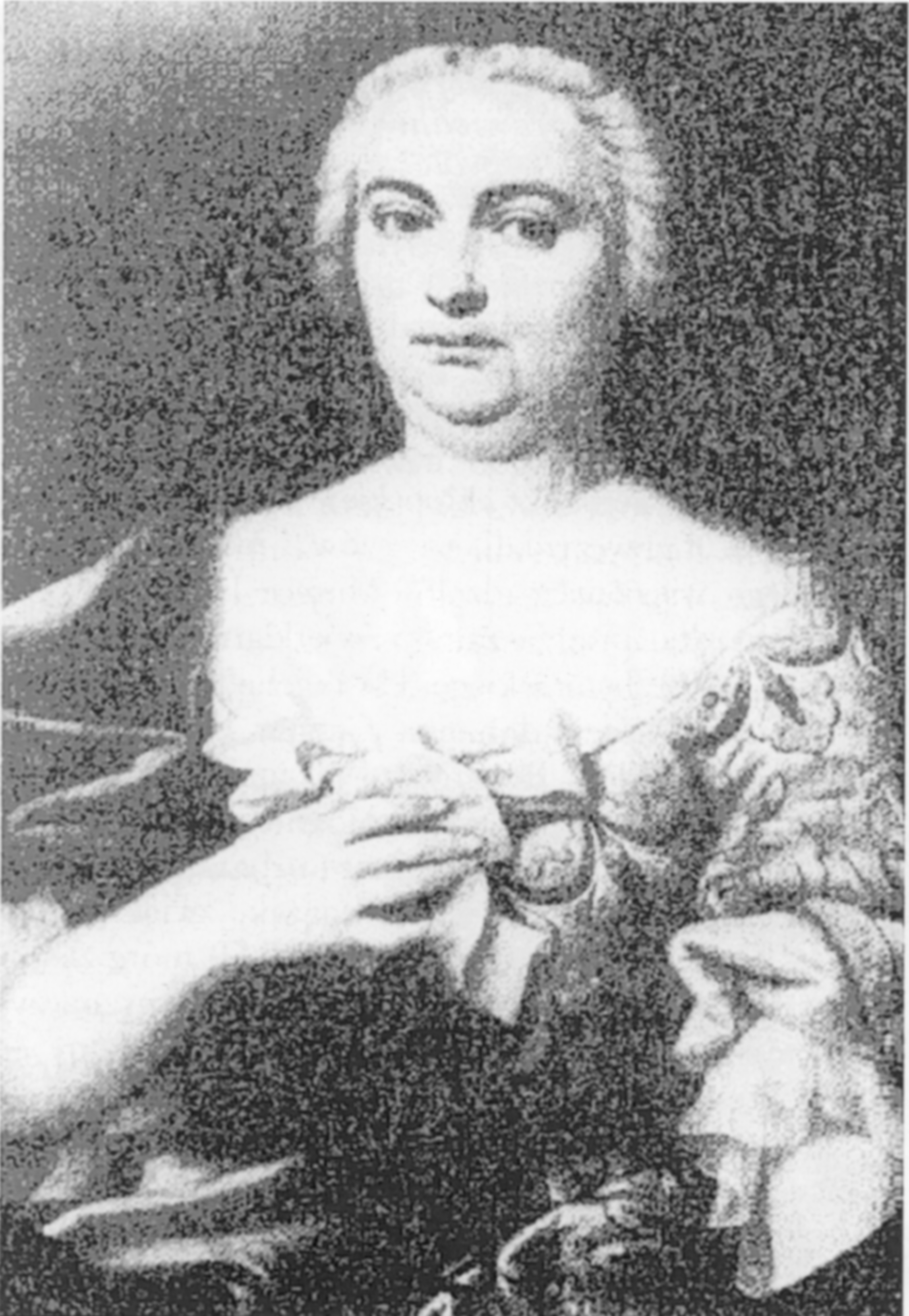
Maria Józefa Brunetti, pierwsza żona Karola Józefa

Karol Józef Erdmann Henckel von Donnersmarck (ur. 24 stycznia 1688 w Bytomiu, zm. 6 marca 1760 w Sopron) – baron i hrabia cesarstwa, wolny pan stanowy Bytomia.

## Rodzice
Był najstarszym synem Leona Ferdynanda i Juliany Maksymiliany Coob von Neyding. W momencie śmierci ojca miał zaledwie jedenaście lat i regencję przejęła wówczas jego matka.

## Życie i działalność
Za pełnoletniego został uznany w 1710 18 maja tego roku wydał dokument, w którym zobowiązywał się do zachowania wszelkich praw i przywilejów poddanych. Pomimo kupienia przez matkę zamku w Siemianowicach nadal rezydował w bytomskim ratuszu. Urządził w nim nawet zwierzyniec. M.in. fakt ten stał się przyczyną w 1722 r. wielkiej, 24-punktowej skargi bytomian do cesarza. Zarzucano mu także popieranie Żydów trudniących się lichwą, wtrącanie w sprawy magistratu, obsadzanie stanowisk nieodpowiednimi ludźmi itd. Wydany po dziesięciu latach wyrok był przychylny dla bytomian, ale brak funduszy nie pozwolił zakończyć z sukcesem całej sprawy.
W 1734 r. spotkał się z polskim królem elektem Augustem III Sasem. W czasie wojen prusko-austriackich początkowo zdołał pozyskać zaufanie króla Fryderyka II Wielkiego. Po poparciu w czasie II wojny śląskiej Habsburgów został zmuszony do opuszczenia Śląska. Jego dobra skonfiskowano.

## Rodzina
Był dwukrotnie żonaty: najpierw z Marią Józefą Brunetti, potem z Józefą Pestaluzzi di Grabadona. Dzieci pozostawił tylko z pierwszego związku. Spośród nich Franciszek Ludwik i Łazarz III sprawowali później władzę nad Bytomiem. Został pochowany w kościele św. Michała Archanioła w Supronie.

## Najważniejsza literatura
- J. Drabina, Historia Bytomia 1254-2000, Bytom 2000.
- A. Kuzio-Podrucki, Henckel von Donnersmarckowie. Kariera i fortuna rodu, Bytom 2003.
- Bytomski Słownik Biograficzny, p.red. J. Drabiny, Bytom 2004.